# مجبول
المجبول أو اللعوق أو المعجون أو الجوارش (الجمع: جوارشات) (بالإنجليزية: Electuary)‏ هو نوع من المعجون الطبي مصنوع من مسحوق أو مواد طبية أخرى مخلوطة بمادة محلية لتعطي طعما مقبولا مثل الشراب أو العسل أو المربى ويستعمل كالطعام.
استعمال المجبول شائع في الطب اليوناني في الهند وباكستان ويسمى المجبول معجون باللغة الأردية، وهو تحضيره على خطوتين:
- سفوف، وهي المكونات الجافة، وتسمى في الأيورفيدا تشورنا [الإنجليزية]. تخلط المكونات ضمن المعجون
- قوام، وهو السائل الثخين الذي يتكون من شراب أو عسل أو مربى ويغلى على النار

تضاف السفوف إالى القوام وتخلط لتحضير المعجون أو المجبول.